# Versano (Teano)
Versano è una frazione italiana di 391 abitanti, che fa parte del comune di Teano.

## Storia
Secondo lo storico locale Claudio Cipriano, la frazione di Versano ha una storia più antica del comune di Teano e della comparsa dei sidicini, probabilmente popolata dagli ausoni, nel 1997 furono rinvenuti reperti archeologici dell'VIII secolo. Dopo la caduta dell'Impero romano d'Occidente nel 426 d.c., fu insediata dai longobardi e fu al centro di numerose invasioni barbariche.

## Geografia fisica
Si trova nella zona nord del comune di Teano, vicino alla frazioni di Borgonuovo, Casale e Santa Maria Versano, ai confini con il comune di Caianello.

## Monumenti e luoghi d'interesse
A Versano è presente la Chiesa Parrocchiale della Santissima Trinità.